# Ostrava Open Challenger 2021
L'Ostrava Open Challenger 2021 è stato un torneo maschile di tennis giocato sulla terra rossa. È stata la 18ª edizione del torneo, facente parte dell'ATP Challenger Tour del 2021 nella categoria Challenger 80. Si è giocato all'SC Ostrava di Ostrava in Repubblica Ceca, dal 26 aprile al 2 maggio 2020.

## Partecipanti singolare

### Teste di serie
| Nazionalità | Giocatore           | Ranking* | Testa di serie |
| ----------- | ------------------- | -------- | -------------- |
| Francia     | Grégoire Barrère    | 118      | 1              |
| Brasile     | Thiago Seyboth Wild | 124      | 2              |
| Francia     | Benjamin Bonzi      | 127      | 3              |
| Francia     | Arthur Rinderknech  | 129      | 4              |
| Australia   | Marc Polmans        | 148      | 5              |
| Stati Uniti | Maxime Cressy       | 156      | 6              |
| Cile        | Alejandro Tabilo    | 162      | 7              |
| Egitto      | Mohamed Safwat      | 164      | 8              |

- Ranking al 19 aprile 2021.

### Altri partecipanti
I seguente giocatori hanno ricevuto una wild card:
- Martin Krumich
- Jiří Lehečka
- Patrik Rikl

Il seguente giocatore è entrato in tabellone come alternate:
- Marcelo Tomás Barrios Vera

I seguente giocatori sono passati dalle qualificazioni:
- Lukáš Klein
- Lucas Miedler
- Alex Molčan
- Oscar Otte

## Punti e montepremi
| Torneo    | Torneo              | V     | F     | SF    | QF    | 2T  | 1T  | Q | Q2  | Q1  |
| Singolare | Punti               | 80    | 48    | 29    | 15    | 7   | 0   | 4 | 2   | 0   |
| Singolare | Premi in denaro (€) | 6 190 | 3 650 | 2 160 | 1 260 | 730 | 450 | – | 225 | 115 |
| Doppio    | Punti               | 80    | 48    | 29    | 15    | –   | 0   | – | –   | –   |
| Doppio    | Premi in denaro €   | 2 670 | 1 550 | 930   | 550   | –   | 310 | – | –   | –   |

## Campioni

### Singolare
In finale  Benjamin Bonzi ha sconfitto  Renzo Olivo con il punteggio di 6-4, 6-4.

### Doppio
In finale  Marc Polmans /  Serhij Stachovs'kyj hanno sconfitto  Andrew Paulson /  Patrik Rikl con il punteggio di 7–6(4), 3–6, [10–7].